# Nigeriansk häst
Den nigerianska hästen är en hästras som utvecklats och lever i Nigeria i nordvästra Afrika. Den nigerianska hästen är mångsidig och uthållig och används främst som transport- och packdjur, men även till lättare ridning. Den nigerianska hästen är troligtvis nära besläktad med den nordafrikanska berberhästen. Trots att rasen ofta inte blir över 142 cm i mankhöjd räknas de inte som en ponny utan istället som en liten häst i Nigeria men de är alla gånger en ponny, även om de visar på hästliknande drag.  

## Historia
Den nigerianska hästen har troligtvis utvecklats för flera hundra år sedan med hjälp av berberhästar som fördes till Nigeria med hjälp av nomadiska stammar från norra Afrika. Dessa berberhästar har sedan korsats med ponnyer som funnits i området sedan tidigare. De nigerianska hästarna har sedan utvecklats med hjälp av avel och även klimatet. I södra Nigeria är klimatet tropiskt och mycket blött medan norra Nigeria är torr och ökenlandskap. För att få ett mer enhetligt utseende bör en selektiv avel ha hållits av uppfödarna i Nigeria, där man enbart avlade på de hästar som hade bäst karaktär. Den ringa storleken är dock vanligt bland hästraser som föds upp på lite eller näringsfattigt foder. 
Den nigerianska hästen bör även ha exporterats till andra länder men är ovanlig utanför Nigeria. Rasen har dock ingått i utvecklingen av rasen pony mousseye från Kamerun. Idag är den nigerianska hästen väldigt ovanlig men fortfarande viktig för många i Nigerias befolkning. Hästarna används främst som körhästar och packdjur men även till ridning.

## Egenskaper
Den nigerianska hästen har många likheter med berberhästen, bland annat syns detta tydligt i huvudet som har liknande drag. Huvudet är dock ganska alldagligt, långt och grovt med en rak eller lätt utåtbuktande nosprofil. Halsen är kort, bogen är lätt lutande och manken är framträdande. Ryggen är kort och med en lutande korsrygg, som hos berberhästen. Kroppen är väl musklad och stark med starka ben. Alla färger är tillåtna hos rasen. 
Den nigerianska hästen kallas ofta för en liten häst, men är i själva verket en medelstor ponny.  Mankhöjden är runt 140 cm och mankhöjden ska vara över 148 cm för att hästen inte ska räknas som ponny. Den nigerianska hästen har dock drag som påminner om större hästars och har ingen tydlig ponnykaraktär. Många av de afrikanska hästraserna är små till växten, mycket beroende på bristen på näringsrik mat, vilket hämmar växten på hästarna. Detta har gjort det svårt att kategorisera dessa hästar. 
Den nigerianska hästen är tålig, uthållig och stark och utmärks av ett fromt och lätthanterligt temperament. 